# Dieffenbach-au-Val
Dieffenbach-au-Val é uma comuna francesa na região administrativa de Grande Leste, no departamento Baixo Reno. 